# Benkő Ferenc (lelkész)
Kisbaconi Benkő Ferenc (Magyarlápos, 1745. január 4. – Nagyenyed, 1816. december 16.) református lelkész, mineralógus.

## Élete
Iskoláit 1759-től Nagyenyeden végezte, majd 1776-tól Németország egyetemein tanult. Legtovább Jénában és Göttingenben volt, ahol különösen a természetrajzi tudományokat tanulmányozta. Hazaérkezése után előbb nagyszebeni lelkész, majd 1790-től a természetrajz, földleírás és német nyelv tanára lett Nagyenyeden. Ő az első magyar nyelvű ásványtani mű szerzője (1786). 1796-ban a jénai természetvizsgáló társulat tagjává választotta. A nagyenyedi természettudományi múzeum az ő javaslatára létesült.

## Munkái
1. Werner Ábrahámnak a köveknek és érczeknek külső megismertető jegyeikről. Ford. és jegyzetekkel kísérte. Göttingen, 1782 (2. kiadás. Kolozsvár, 1784)
2. Magyar mineralogia. Kolozsvár, 1786
3. A keresztény szeretetnek egyik nevezetes emlékeztető oszlopa. Uo. 1787 (A nagyszebeni ref. templom fölszentelése alkalmával mondott beszéd, Szabó Sámuelével együtt)
4. Esztendőnként kiadott parnassusi időtöltés. Nagy-Szeben. 1793–1800. Hét kötet. (Ism. Siebenb. Quart. IV. 1795)
5. Magyar geografia. Kolozsvár. 1801–02, négy rész (1. részét Jankovich szerint nem nyomatta ki)
6. Kéziratban maradt munkái: Erdélyi régi római inscriptiók (Gróf Toldalagi Viktornál Koronkán), Synodi Erdődienses (A kolozsvári egyetlen példányról vett másolat megvan a máramarosszigeti református kollegium levéltárában.) Naplót is hagyott maga után, melyet fia szándékozott kiadni.

- Benkő Ferenc: Enyedi ritkaságok. Kolozsvár, 1800; tan. Kiss Erika, Viskolcz Noémi; SZTE Juhász Gyula Pedagógusképző Kar, Szeged, 2010 (A Tudástár füzetei)
- Parnassusi idötöltés. 1790–1793. Elsö-negyedik darab; Kossuth, Bp., 2010 (Amor librorum)